# Bahnhof Lübben (Spreewald)
Der Bahnhof Lübben (Spreewald), niedersorbisch Dwórnišćo Lubin (Błota), ist der wichtigste Bahnhof der brandenburgischen Kreisstadt Lübben (Spreewald) im Landkreis Dahme-Spreewald. Der 1999 modernisierte Lübbener Bahnhof wurde 2004 von der Allianz pro Schiene als kundenfreundlichster Kleinstadtbahnhof des Jahres ausgezeichnet.

## Geschichte
Der Bahnhof entstand zusammen mit der Bahnstrecke Berlin–Görlitz. Deren Abschnitt Berlin–Cottbus, an dem Lübben lag, wurde 1866 eröffnet. 1898 erreichte die private Niederlausitzer Eisenbahn-Gesellschaft von Falkenberg Lübben, die Strecke hatte einen eigenen Haltepunkt westlich des Bahnhofs. Seit der Einstellung des Personenverkehrs 1995 gibt es hier nur noch sporadisch Verkehr. Zwischen 1898 und 1967 hatte die meterspurige Spreewaldbahn einen Endpunkt nördlich des Empfangsgebäudes.
Der Bahnhof Lübben (Spreewald) hieß zur Unterscheidung zu den Bahnhöfen der Spreewaldbahn und der Niederlausitzer Eisenbahn zeitweise Staatsbahnhof Lübben. Im Jahr 1930 wurde er in Lübben Reichsbahnhof umbenannt, in der DDR hieß der Bahnhof Lübben Hauptbahnhof. Erst nach der Wiedervereinigung erfolgte die erneute Umbenennung in Bahnhof Lübben (Spreewald).
Im Jahr 1999 wurde der Lübbener Bahnhof modernisiert, 2004 wurde er von der Allianz pro Schiene als kundenfreundlichster Kleinstadtbahnhof des Jahres ausgezeichnet.
2022 wurde ein weiterer Umbau zu großen Teilen fertiggestellt. Dabei entstanden neue Sitzgelegenheiten, ein neues Toilettenhaus sowie ein neuer Bahnhofsvorplatz. Zudem wurde ein neuer Pendlerparkplatz mit 105 Stellplätzen eingeweiht, der aufgrund einer fehlenden Verbindung zum Bahnhof aber noch keinen Nutzen hat. Eine Unterführung zwischen Parkplatz und Bahnhof soll voraussichtlich ab 2025 gebaut und 2026 fertiggestellt werden. Die Baukosten für die bereits fertiggestellte Maßnahme beliefen sich auf 2,4 Millionen Euro.

## Infrastruktur
Der Bahnhof verfügt seit 1999 über drei Bahnsteigkanten mit einer Höhe von jeweils 76 Zentimeter. Die Bahnsteige an den Gleisen 1 und 2 sind jeweils 300 Meter lang, die Bahnsteigkante an Gleis 3 misst 140 Meter. Eine Unterführung, die auch mit Aufzügen ausgestattet ist, verbindet den Hausbahnsteig (Gleis 1) mit dem Mittelbahnsteig, an dem die Gleise 2 und 3 liegen.
Das Empfangsgebäude im Nordosten der Gleisanlagen ist erhalten und modernisiert. Von den ehemaligen Güterverkehrsanlagen ist auf der südwestlichen Seite des Bahnhofs noch ein großer Güterschuppen erhalten. Südlich des Güterschuppens befand sich seit 1898 bis zur Einstellung des Personenverkehrs im Juni 1995 der Haltepunkt Lübben Nord der Niederlausitzer Eisenbahn. Diese führte im weiteren Verlauf Richtung Norden mit einem großen Schwenk über die Hauptstrecke hinweg. Südlich des Haltepunkts gab es eine Gleisverbindung zwischen beiden Bahnen, in Lübben endende oder beginnende Züge aus und in Richtung Luckau fuhren auch in den Staatsbahnhof ein. Nördlich des Empfangsgebäudes befand sich seit 1898 der Endbahnhof der Spreewaldbahn. Neben einem Bahnsteig gab es dort auch drei Rollbock- bzw. Rollwagengruben zum Aufschemeln normalspuriger Wagen. Die Bahn wurde 1967 stillgelegt und die Anlagen anschließend abgebaut.

## Verkehrsanbindung
Der Bahnhof wird mit einem Zugpaar pro Tag durch die IC-Linie 56 der DB Fernverkehr sowie durch zwei stündliche Regional-Express-Linien der DB Regio Nordost bedient, welche durch die Aufgabenträger des Verkehrsverbunds Berlin-Brandenburg bestellt werden.
| Linie                    | Linienverlauf | Takt (min) | EVU              |
| ------------------------ | --- | ---------- | ---------------- |
| IC 56                    | (Norddeich –) Emden – Bremen – Hannover – Magdeburg – Berlin Hauptbahnhof – Königs Wusterhausen – Lübben (Spreewald) – Cottbus | 1 Zugpaar  | DB Fernverkehr   |
| RE 2                     | Nauen – Berlin-Spandau – Berlin Hauptbahnhof – Königs Wusterhausen – Lübben (Spreewald) – Vetschau – Cottbus                   | 60         | DB Regio Nordost |
| RE 7                     | Dessau – Bad Belzig – Berlin-Wannsee – Berlin Hauptbahnhof – Königs Wusterhausen – Lübben (Spreewald) – Calau – Senftenberg    | 60         | DB Regio Nordost |
| Stand: 11. Dezember 2022 | |            |                  |

Auf dem Bahnhofsvorplatz halten Busse der Regionalen Verkehrsgesellschaft Dahme-Spreewald, an denen unter anderem der PlusBus des Verkehrsverbund Berlin-Brandenburg auf folgenden Verbindungen verkehrt:
- Linie 472: Lübben ↔ Neuendorf ↔ Duben ↔ Luckau
- Linie 500: Lübben ↔ Radensdorf ↔ Neu Zauche ↔ Burg

## Weitere Bahnhöfe in Lübben

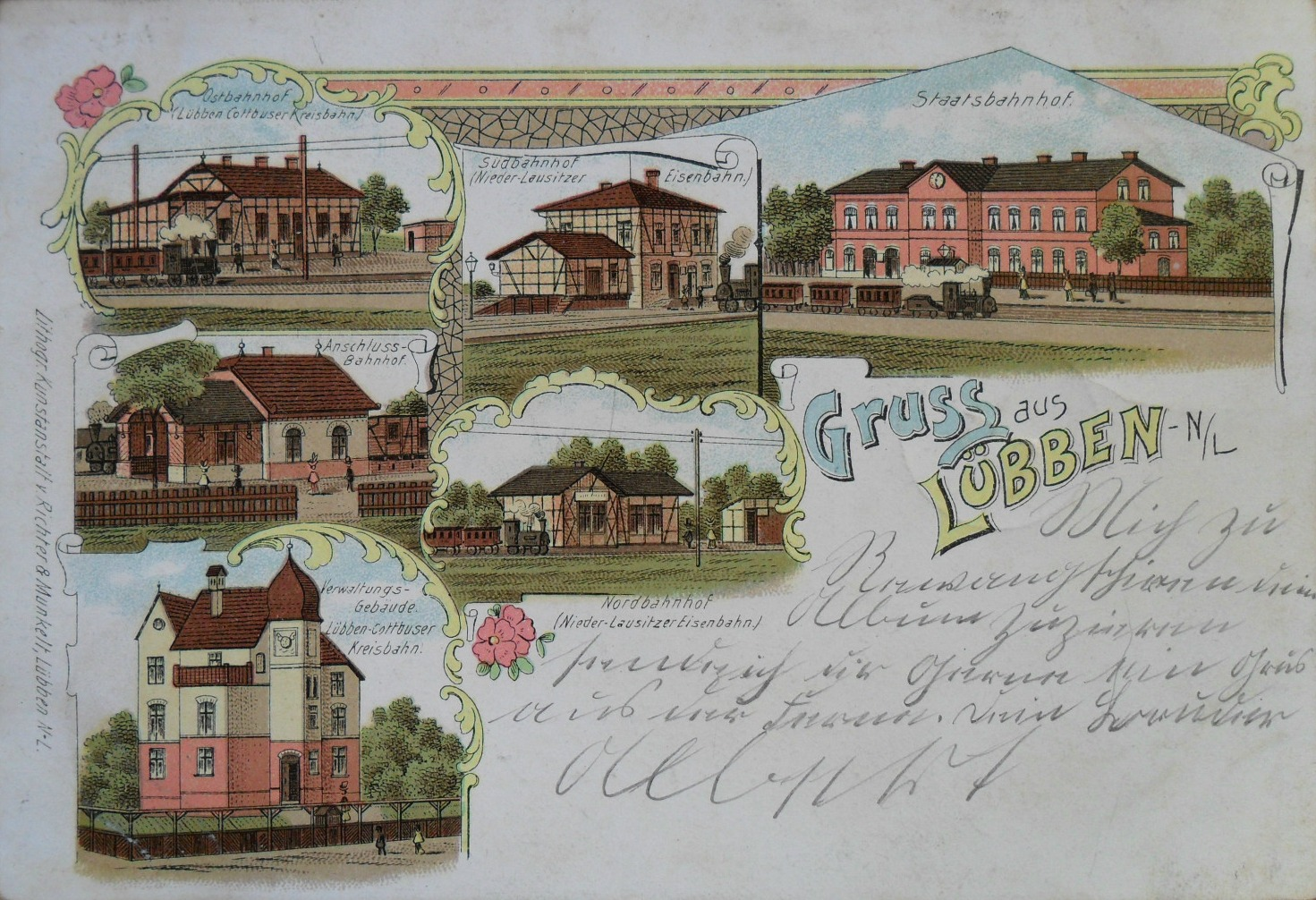
Lübbener Bahnhöfe um 1900

Die schmalspurige Spreewaldbahn bediente den Ostbahnhof, etwa 4,8 Kilometer vom Bahnhof entfernt an der Fernverkehrsstraße nach Frankfurt (Oder) (heutige Bundesstraße 87), und den Anschlussbahnhof in der Nähe des Hauptbahnhofes, wo der Übergang zur normalspurigen Berlin-Görlitzer Eisenbahn möglich war. Die Niederlausitzer Eisenbahn benutzte den Nord- und den Südbahnhof, die westlich bzw. etwa 1200 Meter südlich des Hauptbahnhofs lagen. Damit verfügte Lübben zu Beginn des 20. Jahrhunderts über fünf Bahnhöfe. Die Spreewaldbahn wurde stillgelegt, deren Gebäude sind teilweise erhalten. Die Haltepunkte Hartmannsdorf (Niederlausitz) und Lübben-Neuendorf gehören seit der Eingemeindung der Dörfer zu Lübben. Sie wurden, wie der Haltepunkt Lübben Hp (der frühere Nordbahnhof) und der Bahnhof Lübben Süd (der frühere Südbahnhof), bis 2008 saisonal von der Niederlausitzer Eisenbahn angefahren. Außerdem gehört seit der Eingemeindung von Lubolz der Haltepunkt Lubolz zu Lübben. An ihm halten die Regionalzüge der Linie RB24.